# 六翅木属
六翅木属（学名：Berrya）是椴树科下的一个属，为乔木植物。该属共有6－8种，分布于印度、马来西亚和波利尼西亚。